# Diane Hubka
Diane Hubka (Maryland, 18 maart 1957) is een Amerikaanse jazzzangeres en -gitariste.

## Biografie
Hubka groeide op in Maryland en kreeg aanvankelijk vioolles. Op 11-jarige leeftijd wisselde ze naar de gitaar en leerde ze van haar moeder, die in een folkband zong, het fingerstyle-spel. Tijdens de jaren 1970 waren haar invloeden Joni Mitchell, James Taylor en The Allman Brothers. Van haar gitaardocent Bill Bittner aan het college van de Frostburg State University werd ze ingeleid in de jazz en voegde ze zich als zangeres bij zijn Frostburg Jazz Quartet.
Na de schoolafronding verhuisde Hubka naar Washington D.C., waar ze werkte als zangeres en optrad op plaatsen als de Blues Alley. In 1987, na het winnen van een jazzbeurs van het National Endowment for the Arts, verhuisde Hubka naar New York om te gaan studeren bij Anne Marie Moss. Verder studeerde ze gitaar en piano bij Howard Alden, Gene Bertoncini, Harold Danko en Barry Harris. Connie Crothers werd haar mentor en ze nam onderricht bij Sheila Jordan en Jay Clayton. Vele jaren trad ze op met bands in de clubs van New York en Washington D.C. om zich daarna tijdens de jaren 1990 als zangeres zelf te begeleiden op de gitaar.
Hubka nam in 1998 haar debuutalbum Haven't We Met? op met Lee Konitz, Frank Kimbrough en John Hart. Het album werd in 1999 genomineerd als «Best Recording Debut of the Year» door de Jazz Journalists Association. Verder werkte ze met Frank Kimbrough en Harvie Swartz. Haar album You Inspire Me werd ingespeeld met de zeven gitaristen Gene Bertoncini, Paul Bollenback, John Hart, Romero Lubambo, Bucky Pizzarelli, Frank Vignola en Jack Wilkins.
In 2004 verhuisde Hubka naar Los Angeles. De Sinatra Society of Japan nodigde haar in 2007 uit naar Japan voor concerten. Het daarbij opgenomen album I Like It Here: Live in Tokio werd door Swing Journal genomineerd voor de gerenommeerde Jazz Disc Award. Op haar album West Coast Strings werd ze ondersteund door de gitaristen David Eastlee, Ron Eschete, Mimi Fox, Larry Koonse, John Pisano, Peter Sprague, Anthony Wilson en Barry Zweig.

## Discografie
- 1999: Haven't We Met? (Challenge Records)
- 2000: Look No Further (A Records)
- 2001: You Inspire Me (VSOJAZ)
- 2007: Diane Hubka Goes to the Movies (18th & Vine)
- 2007: I Like It Here: Live in Tokyo (SSJ)
- 2013: West Coast Strings (SSJ)

- International Standard Name Identifier: 0000 0000 4871 9277
- Library of Congress Control Number: no2003032177
- MusicBrainz: e6a712f7-e20d-401e-9354-fd88509f39a1
- Virtual International Authority File: 31681120
- WorldCat: E39PBJcWvkFQ7jWw6jCb4VFBT3